# Choqāzard
Choqāzard (persiska: چقازرد, Choqāzard-e Chūpānkareh) är en ort i Iran.   Den ligger i provinsen Kermanshah, i den västra delen av landet, 500 km väster om huvudstaden Teheran. Choqāzard ligger 1 389 meter över havet och antalet invånare är 882.
Terrängen runt Choqāzard är huvudsakligen kuperad, men den allra närmaste omgivningen är platt.Runt Choqāzard är det ganska tätbefolkat, med 60 invånare per kvadratkilometer. Närmaste större samhälle är Eslāmābād-e Gharb, 9,8 km sydost om Choqāzard. Omgivningarna runt Choqāzard är i huvudsak ett öppet busklandskap.